# Brug 2414

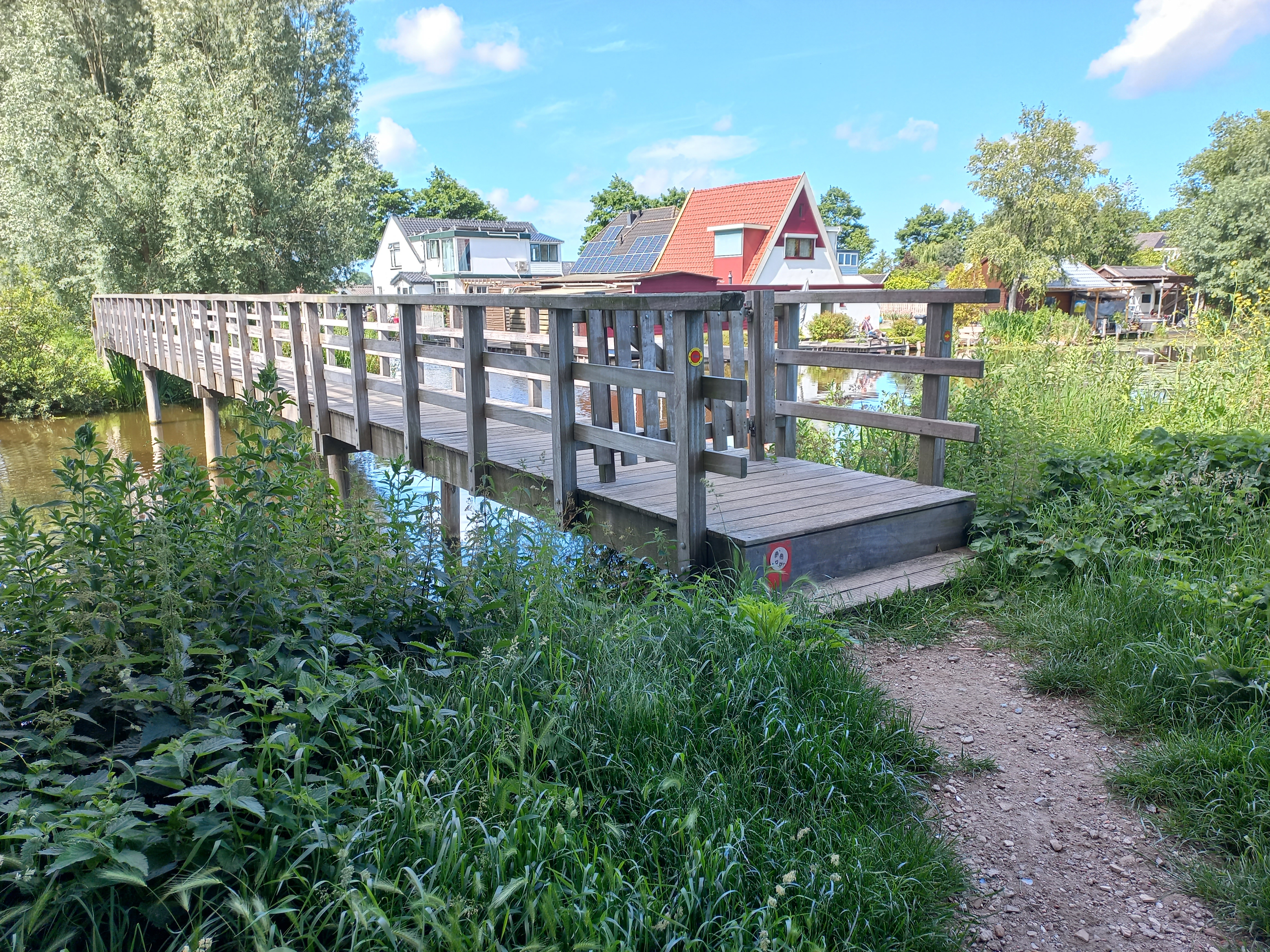
Brug 2414 met daarachter Osdorperweg 852 (juni 2022); geelrood embleem van Noord-Hollandpad.

Brug 2414 is een bouwkundig kunstwerk in Amsterdam Nieuw-West.
Ten behoeve van de Tuinen van West, aanleg 2010-2018, werd een nieuwe infrastructuur aan waterweggetjes uitgegraven. Die Tuinen van West in de Osdorper Binnenpolder werd van de “bewoonde wereld” gescheiden door de Osdorpervaart. Om die scheiding te overbruggen werd tussen twee gebouwen aan de Osdorperweg (828 en 850) rond 2014 een doorbraak gemaakt door het slopen van huizen, de doorbraak heeft de vorm van een eilandje in een insteekhaven. Om de Osdorpervaart te kunnen overspannen was een overspanning van circa 27 meter nodig. Om de brug te kunnen dragen werden drie maal twee houten brugpijlers geplaatst met houten jukken. Daarover kwamen de houten liggers met daartussen houten dwarsplanken. Het geheel wordt afgesloten met houden balustrades en brugleuningen. De brug maakt deel uit van het struinpad van het Noord-Hollandpad, waarvan het embleem op de eindbalusters is geplaatst.   
De brug ligt in de schaduw van de Osdorperwegbrug, een grote verkeersbrug in de Rijksweg 5, die deels over dezelfde insteekhaven ligt. 
2400 · 2401 · 2402 · 2403 · 2404 · 2405 · 2406 · 2407 · 2408 · 2409 ·  2410 · 2411 · 2412 · 2413 · 2414 · 2415 · 2421 · 2422 · 2423 · 2424 · 2425 · 2426 · 2427 · 2428 · 2429 · 2430 · 2431 · 2432 · 2433 · 2434 · 2435 · 2436 · 2437 · 2438 · 2439 · 2441 · 2451-2453 · 2454 · 2455 · 2456 · 2457 · 2459 · 2461 · 2462 · 2468 · 2469 · 2470 · 2471 · 2472 · 2473 · 2474 · 2475 · 2476 · 2477 · 2478 · 2480 · 2481 · 2482 · 2483 · 2484 · 2485 · 2486 · 2487 · 2488 · 2489 · 2490 · 2491 · 2492 · 2493 · 2494-2499
Brugnummers 2416, 2417, 2418, 2419, 2420, 2441, 2442, 2443, 2444,  2445, 2446, 2447, 2448, 2449, 2450, 2458, 2460, 2463, 2464, 2465, 2466, 2467, 2479 zijn niet vergeven.